# Schleswig-Holsteinische Landesbibliothek
Die Schleswig-Holsteinische Landesbibliothek, kurz: SHLB, in Kiel ist die 1895 gegründete zentrale Landesbibliothek des Landes Schleswig-Holstein und Spezialbibliothek für Schleswig-Holsteinische Geschichte und Landeskunde sowie ein Kompetenzzentrum für Digitalisierung und Kultur.

## Geschichte
Die 1835 in Itzehoe tagende Holsteinische Ständeversammlung besaß eine kleine Arbeitsbibliothek, die nach der Auflösung der Versammlung 1868 nach Rendsburg gelangte, dem Sitz des nunmehrigen Provinziallandtages nach der Annexion der Herzogtümer durch Preußen und schon fünf Jahre später nach Kiel. Hier bildete sich der Nukleus der späteren Landesbibliothek. Der Etat wuchs an und man begann, Schriften zu Landesgeschichte und Landeskunde zu sammeln. Ein erster Katalog sah vor, dass unter anderem Bücher zu Geschichte, Politik, Landeskultur, Zeitschriften, Kalender, Kirchenangelegenheiten usw. gesammelt wurden. Der Kieler Historiker Andreas Ludwig Jacob Michelsen vermachte 1877 testamentarisch der Bibliothek 2500 Bände als Grundlage für eine zukünftige Landesbibliothek. Angekauft wurde zudem die Bibliothek des Kartographen Franz Geerz mit rund 3000 Karten sowie Büchern zu Topographie und Geschichte Schleswig-Holsteins. August Wetzel aus Wilster katalogisierte an der Universitätsbibliothek Kiel die Büchersammlung des Landtages der preußischen Provinz Schleswig-Holstein. Die letztliche Anregung zur Gründung einer originären Landesbibliothek geht auf ihn zurück. Wetzel formulierte Sammlungsgrundsätze, die alle Schriften über Schleswig-Holstein-Lauenburg, alle Schriften, die in Schleswig-Holstein-Lauenburg erscheinen und alle Schriften, die von Schleswig-Holsteinerinnen und Schleswig-Holsteinern verfasst werden, als sammlungswürdig vorsahen. Am 19. November 1894 regte er in einem Brief an Kurt Graf Reventlou, den Vorsitzender des Provinziallandtags Schleswig-Holstein und dessen Provinzialausschusses, die Gründung der Bibliothek an. 1894 wurde eine Kommission mit einer Untersuchung beauftragt, die resümierende Stellungnahme wurde am 14. Dezember 1895 vorgelegt und schon am 18. Dezember verabschiedet. Der Etat wurde signifikant erhöht und mit Rudolph von Fischer-Benzon ein erster hauptamtlicher Leiter bestellt. Die „Grundsätze für die Verwaltung der Provinzial-Bibliothek“ sahen vor, dass Schrifttum rund um Schleswig-Holstein, zur Landeskunde, aber auch zur Belletristik, gesammelt wurde, ebenso Karten und Bilder, und dass darüber ein Katalog zu erstellen sei. Die Landesbibliothek war gegründet und erhielt auch 1899 diesen Namen. Die Bibliothek wurde in der Folgezeit durch Zustiftungen erweitert, unter anderem mit Handexemplaren von Gustav Thaulow (1817–1883) und Büchern von Lotte Hegewisch und ihres Vaters Franz Hegewisch (1783–1865). Die SHLB besitzt Adelsbibliotheken aus dem Herrenhaus Rantzau, dem Herrenhaus Salzau dem Herrenhaus Noer und dem Herrenhaus Kühren. 1935 erfolgte die Übernahme der Bestände des Vereins Historische Landeshalle für Schleswig-Holstein mit musealen Gegenständen, Porträts, Ortsansichten, Graphiken, Fotografien, Münzen und Medaillen. Die später im Kieler Schloss untergebrachte Bibliothek erlitt während der Bombenangriffe auf Kiel schwere Verluste, wiewohl ein Großteil der Bestände rechtzeitig ins Kloster Cismar ausgelagert worden war.
Die Landesbibliothek wird seit 2019 im Zuge einer Neugestaltung um ein Zentrum für Digitalisierung und Kultur und das digitale Haus der Landesgeschichte erweitert.
Der Kulturhackathon Coding da Vinci wurde im Frühjahr 2021 von der SHLB ausgerichtet.
2022 eröffnete die Landesbibliothek ein Internetangebot mit ausgewählten digitalisierten Werken aus ihren Beständen.

## Leitung
Der erste Leiter war Rudolph von Fischer-Benzon. Sein 1913 ernannter Nachfolger wurde im Juli 1914 Johannes Hansen (1888–1914), der jedoch schon im August 1914 als Soldat einberufen und im Oktober 1914 in einem Feldlazarett starb. Von 1940 bis 1948 war Volquart Pauls Direktor der SHLB (seit 1919 als Landesbibliothekar), von 1949 bis 1970 war dies Olaf Klose, gefolgt von Klaus Friedland und in den Jahren 1985 bis 2005 Dieter Lohmeier. Jens Ahlers war von 2005 bis 2019 der Leiter. Seit Mai 2019 sind Martin Lätzel und Berit Johannsen die neue Leitung der SHLB.

## Bereiche und Sammlungen
- Nachlässe und Handschriftensammlungen

In der SHLB befinden sich u. a. die Nachlässe von Ferdinand Tönnies, Lorenz von Stein, Klaus Groth, Theodor Storm, Friedrich Boie, Ernestine Voß und Johann Heinrich Voß.
- Landesgeschichtliche Sammlung
- Münzen, Medaillen, Banknoten und Notgeld
- Musiksammlung
- Schachsammlung

1974 vermachte Wilhelm Maßmann testamentarisch der Bibliothek eine etwa anderthalbtausend Bücher umfassende Sammlung von Schachliteratur, die so zur größten öffentlichen Sammlung von Literatur über Schachkomposition im deutschen Sprachraum beitrug und den Grundstein für eine Zusammenarbeit zwischen der Bibliothek und der von Maßmann ins Leben gerufenen Problemschachvereinigung Schwalbe bildete.
- Schleswig-Holsteinische Bibliographie
- Biographisches Lexikon für Schleswig-Holstein und Lübeck
- Digitaler Knotenpunkt

## Bestand
Der Bestand umfasst:
- 230.000 Bücher
- 8.000 Karten
- 250 Nachlässe
- 5.000 Einzelautographen
- 1.000 Buchhandschriften
- 25.000 Notendrucke
- 3.000 Musikhandschriften
- 60.000 Bilddokumente
- 3.400 Münzen und Medaillen
- 13.000 Notgeldstücke